# 佐兰·丘图拉
佐兰·丘图拉（1962年3月12日—），克罗地亚前男子篮球运动员。他曾代表南斯拉夫国家队参加1988年夏季奥林匹克运动会篮球比赛，获得一枚银牌。